# 来自巴黎的女孩
《来自巴黎的女孩》（法語：Pacific Palisades）是一部1990年的法美合拍喜劇電影，由贝尔纳·施米特執導，是苏菲·玛索在美國的第一部電影，主演还有亞當·科爾曼·霍華德和安妮·E·柯瑞。這部電影是在加利福尼亚州洛杉矶拍攝的。

## 剧情
贝尔纳黛特（苏菲·玛索饰）决定改变自己的生活，她抛开一切，来到洛杉矶，希望能找到幸福、金钱和爱情。她成功地找到了一份服务员的工作，并爱上了英俊的本（亞當·科爾曼·霍華德饰）。

## 演员
- 苏菲·玛索
- 亞當·科爾曼·霍華德（英语：Adam Coleman Howard）
- 安妮·E·柯瑞
- 托妮·貝西（英语：Toni Basil）
- 弗吉尼娅·卡珀斯
- 黛安娜·巴頓
- 悉尼·拉西克（英语：Sydney Lassick）
- 安德烈·溫菲爾德（英语：André Weinfeld）
- 卡洛琳·葛林
- 瑪意克·揚森
- 法麗達·卡爾法
- 伊莎貝拉·麥格（英语：Isabelle Mergault）
- 薇樂莉·穆爾奧
- 傑拉爾·蘇路革
- 贝尔纳·韦尔莱（英语：Bernard Verley）